# Erbiceni
Erbiceni est une commune roumaine située dans le județ de Iași.